# Marta Pihan-Kulesza
Marta Pihan-Kulesza, solo Marta Pihan fino al 2008 (Stettino, 23 luglio 1987), è un'ex ginnasta polacca, pluricampionessa nazionale, che ha partecipato a due edizioni dei Giochi olimpici.
Si è distinta nella ginnastica grazie soprattutto ad una notevole bravura alla trave e al corpo libero, con  esercizi di elevata difficoltà. 
È sposata con il ginnasta olimpionico Roman Kulesza.

## Carriera
La Pihan-Kulesza vince il primo titolo nazionale polacco nel concorso generale individuale nel 2005, anno in cui partecipa ai mondiali di Melbourne, ottenendo il 18º posto nel concorso generale.
Nel 2006 ottiene il titolo di vice-campionessa polacca; partecipa ai mondiali di Aarhus classificandosi al 47º posto.
Torna alla vittoria del titolo polacco nel 2007, e ai Mondiali di Stoccarda si ferma al 63º piazzamento.
Nel 2008 vince il terzo titolo polacco; poi partecipa ai Giochi olimpici di Pechino: nella qualifica per il concorso all-around si classifica al 46º posto, con 55,650 punti (14,125 al corpo libero, 13,625 al volteggio, 14,375 alle parallele e 13,525 alla trave). Nelle qualificazioni ad attrezzo, al corpo libero ottiene il 45º piazzamento (14,125 punti), alle parallele il 44º (14,375 punti), alla trave solo il 72º (13,525 punti).
Nel 2009 vince il quarto titolo nazionale, e partecipa agli europei di Milano, classificandosi al 10º posto nell'all-around; non raggiunge la qualificazione ai  mondiali di Londra.
Nel 2010 vince un altro titolo nazionale polacco, e si piazza al 20º posto ai mondiali di Rotterdam.
Nel 2011 si classifica al secondo posto ai campionati polacchi; partecipa agli europei di Berlino 2011, classificandosi all'11º posto nel concorso individuale (13,575 al volteggio, 13,025 alle parallele, 14,225 alla trave, 13,700 al corpo libero; totale: 54,525 punti) ed il 7º nella finale alla trave (12,850 punti). Ai mondiali di Tokyo ottiene il 65º posto.
Nel 2012 vince il suo sesto titolo polacco; a marzo partecipa alla Challenge Cup a Doha, tappa di Coppa del Mondo, vincendo il bronzo alla trave, poi ad aprile al Grand Prix ad Osijek, dove conquista l'argento alle parallele. Agli europei di Bruxelles ottiene il 7º posto nella finale al corpo libero con 13,400 punti.
Avendo ottenuto un posto come qualificazione Individuale al Test Event pre-olimpico di Londra 2012, con il 7º posto alle parallele (13,966 punti), ottiene la qualificazione alle Olimpiadi di Londra.
Con il 26º posto si qualifica alla finale all-around, con 54,365 punti;  qui ha la possibilità di giungere tra le migliori 12, al termine della terza rotazione, ma finisce la gara al 19º posto, con 55,465 punti (14.266 al corpo libero,  13.933 al volteggio, 14.333 alle parallele, 12.933 alla trave), a causa di una caduta dalla trave. Nella qualifica al corpo libero si classifica all'11º posto (14,333 punti), alle parallele al 27º (14,033 punti) e alla trave al 64º (12,166 punti).
Nel 2014 gareggia nella stagione di Serie A1, in prestito alla Pro Lissone.
Nella prima tappa gareggia solo a parallele (13,100) e trave (13,350).
Si ritira nel 2016 dopo aver disputato la stagione di Serie A1 con la Pro Lissone.